# West Point (Seattle)

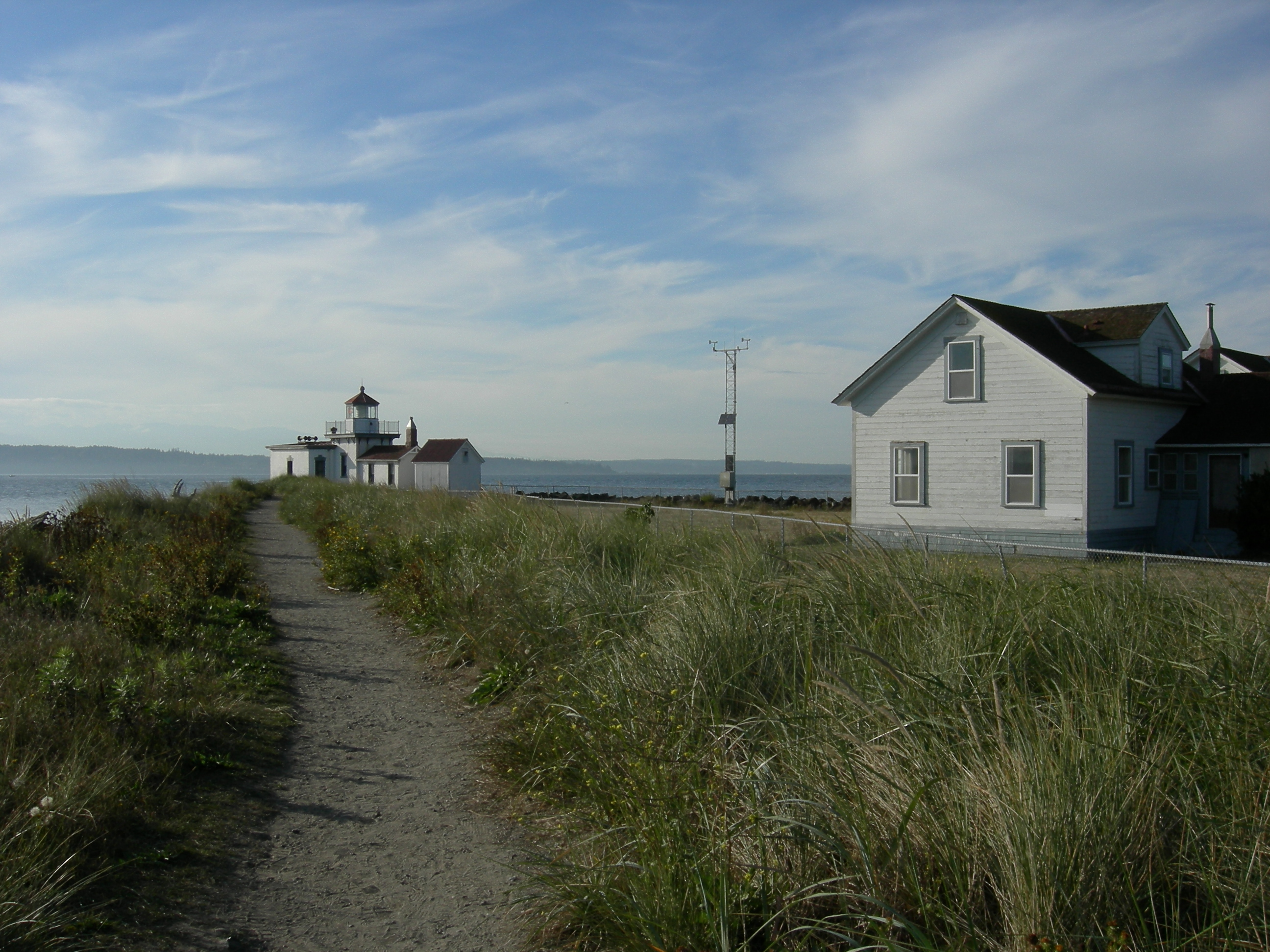
West Point along a path parallel to South Beach.

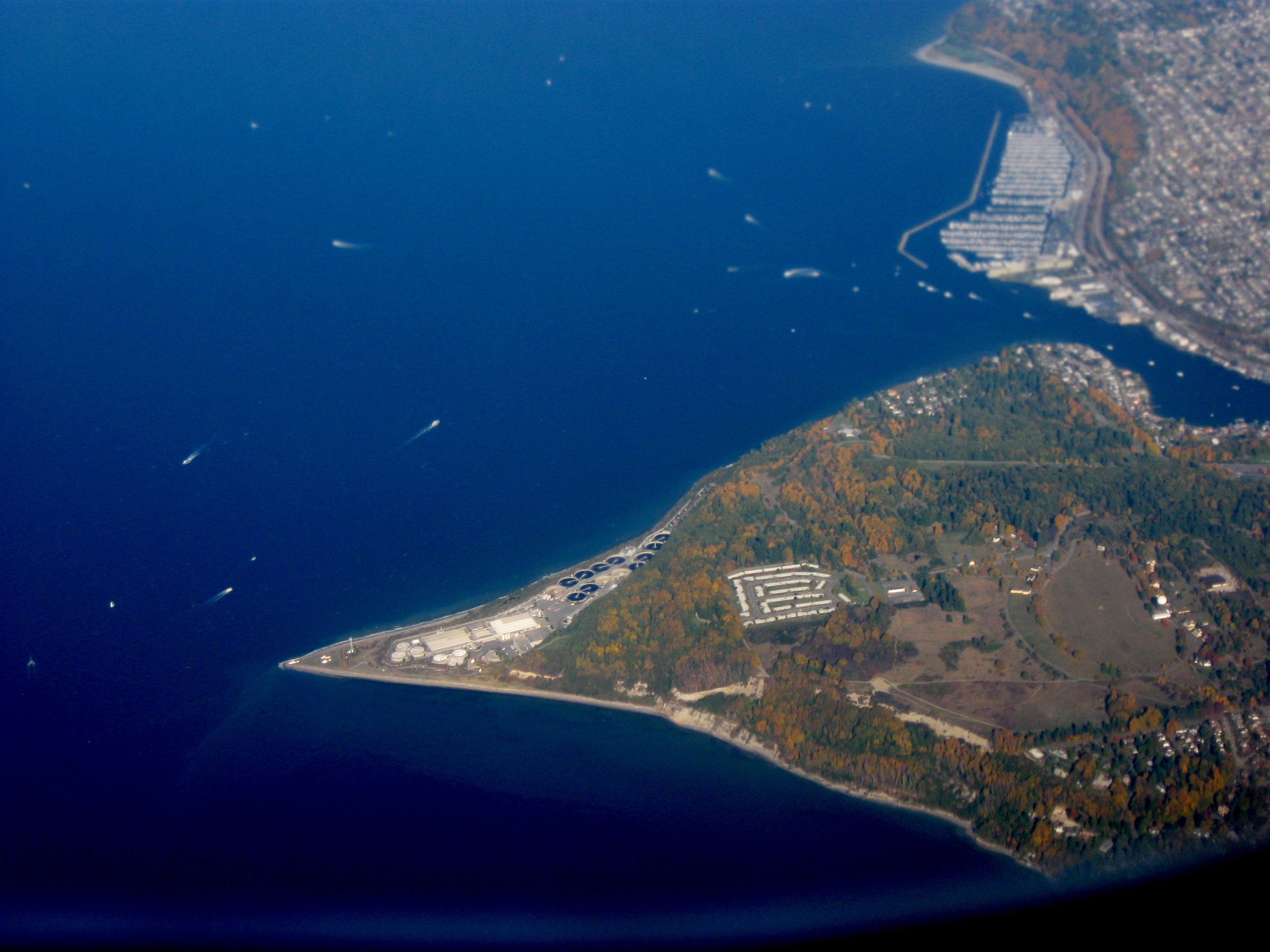
Foto aérea de West Point

West Point es el punto más al oeste de la ciudad de Seattle. Este promontorio comienza en Puget Sound a partir de Magnolia, y marca la extremidad norte de la bahía de Elliott. El primer faro de Puget Sound fue edificado allí en 1881, y cerca se encuentra una estación de tratamiento de aguas residuales del Condado de King, y el Discovery Park, que era el antiguo  Fort Lawton de la Armada de los Estados Unidos. Su nombre en duwanish era Oka-dz-elt-cu, Per-co-dus-chule, o Pka-dzEltcu. West Point fue el nombre dado en 1841 por el oficial de la marina Charles Wilkes